# Tony Hawk's Skate Jam
Skate Jam (anteriormente Tony Hawk's Skate Jam) es un videojuego de monopatinaje desarrollado y publicado por el estudio estadounidense Maple Media. El juego se lanzó para iOS el 13 de diciembre de 2018 y para Android el 1 de febrero de 2019.

## Jugabilidad
Skate Jam se basa en el motor de juego de Skateboard Party , una serie anterior de juegos móviles desarrollados por Maple Media e inspirados en la serie de Tony Hawk. Skate Jam presenta un modo de carrera tradicional estilo Tony Hawk's Pro Skater con 15 niveles, cinco de los cuales se duplican como niveles de competencia. Todos los niveles que componen Skate Jam han sido adaptados de títulos anteriores de Skateboard Party.

## Desarrollo
El acuerdo de licencia entre Hawk y el ex editor de la serie Activision expiró en diciembre de 2015. Año y mes después, Hawk declaró en una entrevista que estaba en las primeras conversaciones para continuar con la franquicia sin Activision.
Hawk se burló por primera vez de la existencia del juego en junio de 2018, en una entrevista con The Nine Club, un podcast de skate. El juego fue revelado oficialmente el 3 de diciembre como Tony Hawk's Skate Jam. Maple Media, los desarrolladores de Skate Jam , tienen un historial de desarrollo de juegos de skateboarding para plataformas móviles, con una serie emblemática propia, Skateboard Party, de la cual Skate Jam es un sucesor espiritual.
La banda sonora del juego fue seleccionada por el propio Hawk.

## Recepción
La recepción del juego ha sido mixta, y muchos usuarios notaron la dificultad y la incomodidad de los controles. Mashable señaló que "a primera vista, Skate Jam parece ser fiel a la mecánica original de THPS, al tiempo que agrega algunos elementos más nuevos".